# Jacques Soustelle
Pour les articles homonymes, voir Soustelle.
Jacques Soustelle, né le 3 février 1912 à Montpellier (Hérault) et mort le 6 août 1990 à Neuilly-sur-Seine (Hauts-de-Seine), est un ethnologue, homme politique et académicien français.
D'abord homme de gauche, membre de la France libre pendant la Seconde Guerre mondiale, il est ensuite député gaulliste, secrétaire général du RPF. Il est nommé gouverneur général de l'Algérie au début de la guerre d'Algérie. Il est plusieurs fois ministre (Information, Colonies, etc.) dans les années 1940-1950.
Partisan de l'Algérie française, il soutient l’OAS, rejoignant alors les opposants à Charles de Gaulle. Poursuivi pour atteinte à la sûreté de l’État, il est expulsé en Suisse et passe six ans en exil, jusqu'à l'amnistie générale de 1968. Il revient ensuite en politique et retrouve un siège de député en 1973. Il est élu à l’Académie française en 1983. 
En 1989, la chute du dictateur paraguayen Alfredo Stroessner, auquel il était lié, entraîne des révélations concernant son implication dans un scandale financier ; le Paraguay renonce à le poursuivre compte tenu de son état de santé.

## Biographie

### Famille
Jacques Soustelle est issu d'une famille protestante d'origine cévenole et ouvrière. Il est le fils de Jean Soustelle (1886-1945), comptable, et de Germaine Blatière (née en 1888). Son père quitte le foyer familial au moment du déclenchement de la Première Guerre mondiale. Du fait de l'absence de son père, il est élevé « aux limites de la modestie et de la pauvreté » par sa mère, ses tantes et grand-tantes maternelles, ainsi que par son grand-père, qui meurt en 1918.

### Ethnologue américaniste
Élève brillant, Jacques Soustelle suit des études primaires à Villeurbanne puis, en 1920, grâce à une bourse, intègre en huitième le lycée du Parc à Lyon, où il fait ses études secondaires en lettres et philosophie — il obtient le 2e prix national de philosophie au concours général devant Maurice Schumann, et son baccalauréat avec mention « très bien » en 1928.
Après une seule année de préparation, il est reçu dès l'année suivante, à l'âge de dix-sept ans et demi, premier au concours de l’École normale supérieure, devant Jean Bérard et Victor-Henry Debidour.
Jacques Soustelle est diplômé d’ethnologie en 1930 (18 ans), agrégé de philosophie (reçu premier en 1932) et docteur ès lettres en 1937 (25 ans). En ces années 30, il a pour condisciples Georges Pompidou, Léopold Senghor, Henri Queffélec, Thierry Maulnier, Victor-Henry Debidour. Mais il fraye peu avec ses camarades. Il préfère vivre en solitaire dans une petite chambre de bonne. Il sort peu, lit beaucoup. Pour les vacances, il revient toujours à Lyon.
Il se marie le 5 août 1931 à Caluire avec Georgette Fagot, de deux ans son aînée, alors
étudiante en histoire-géographie à l'université de Lyon.
Disciple de Paul Rivet, qu'il admirait, il étudie la vie des Indiens Lacandons et la survivance de la civilisation maya dans le monde contemporain.
Jacques Soustelle est polyglotte, parle le nahuatl[Lequel ?] et a une bonne connaissance des langues mayas. Il travaille en collaboration avec sa femme Georgette, également ethnologue. Ensemble, de novembre 1932 à septembre 1934, ils étudient la société des Otomi. Ces travaux font l'objet d'une importante thèse — La famille otomi-pame du Mexique central — publiée dans la collection des Travaux et Mémoires de l'Institut d'ethnologie en 1937, après Mexique, terre indienne en 1936.
Il est nommé sous-directeur du musée de l'Homme par Paul Rivet en 1938 et chargé de cours au Collège de France, à l’École nationale de la France d'outre-mer, ainsi que professeur à l’École pratique des hautes études  à partir de 1951.
Par la suite, il a de nombreuses occasions de poursuivre ses travaux sur les civilisations du Mexique, notamment durant son exil.
Entre 1980 et 1985, en tant que directeur du Centre d'études et de recherches anthropologiques à l'université de Lyon-II, il dirige des fouilles au Nayarit (Mexique).
Président du Groupe PACT, il est chargé de coordonner, sous l'égide du Conseil de l'Europe, les techniques appliquées à l'archéologie dans dix-sept pays européens.
En 1980, le gouvernement mexicain lui décerne le titre de commandeur de l'ordre de l'Aigle aztèque et, en 1981, il reçoit le prix international Alfonso-Reyes.

### Intellectuel pacifiste d'avant-guerre
Marxiste internationaliste (anti-stalinien), il participe aux revues Masses, Spartacus (dirigées par René Lefeuvre), parfois sous le pseudonyme de Jean Duriez. En avril 1935, il écrit dans L'Humanité son premier article d'ethnographie destinée au grand public.
Il est également membre du Comité de vigilance des intellectuels antifascistes (CVIA). Jacques Soustelle est alors pacifiste de conviction, comme une bonne partie des intellectuels de la gauche de l’entre-deux-guerres.
Il dénonce pourtant en 1938 les accords de Munich. Il devient l'un des secrétaires généraux avec Jacques Solomon de l'Union des intellectuels français pour la justice, la liberté et la paix (UDIF), en opposition au CVIA. Il garde longtemps une réputation d’homme de gauche, ce qui le rendra suspect aux yeux des ultras de l’Algérie française.
Se trouvant au Mexique au moment de la déclaration de guerre, il rentre en France pour y être mobilisé et il est renvoyé en décembre 1939 comme chargé de mission à Mexico, où il devient l'adjoint de l'attaché militaire français en février 1940.

### Choix de la France libre pendant la Seconde Guerre mondiale
Opposé à l'armistice du 22 juin 1940, il rejoint immédiatement les Forces françaises libres (FFL) à Londres. Le général de Gaulle le charge d'organiser un comité de soutien au Mexique, puis après un voyage à Londres en décembre 1940 et janvier 1941, de superviser ces comités dans toute l'Amérique latine.
Ses efforts permettent de rallier de nombreux Français d'outremer, et ils court-circuitent la diplomatie pétainiste dans l'ensemble du continent.

#### Commissaire à l'information de la France libre

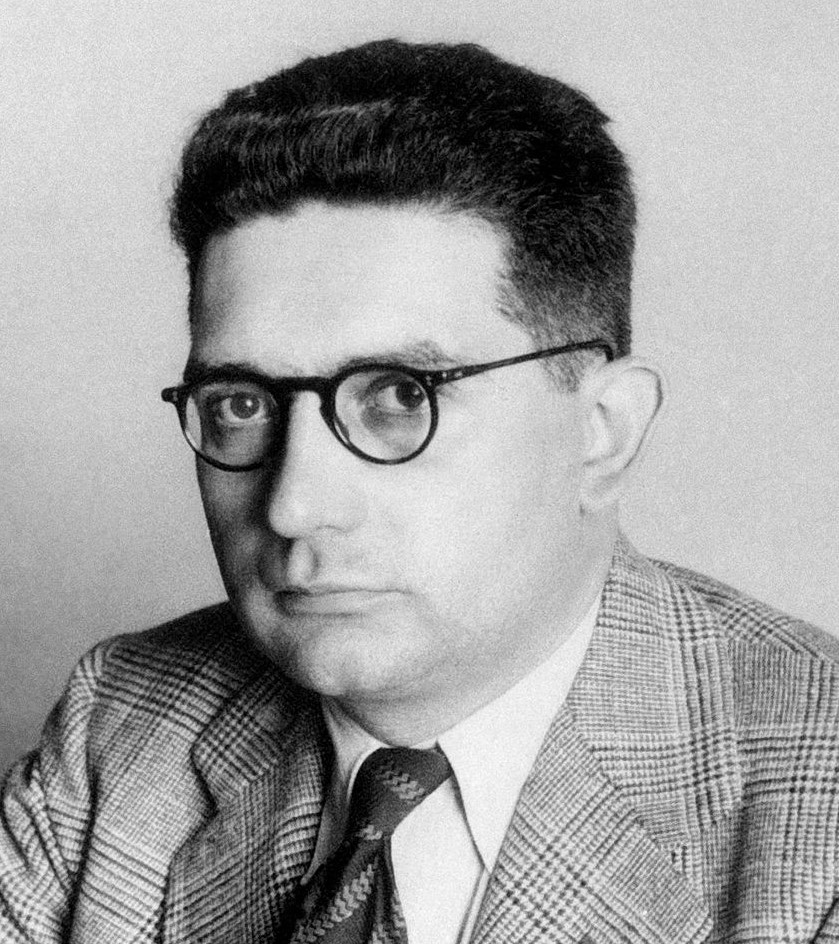
Jacques Soustelle.

Il entre ensuite au Comité national français de Londres (Gouvernement de la France libre, puis de la France combattante), où il assume le Commissariat national à l'information en 1942. Il dirige alors les services de presse, notamment Radio Londres sur les ondes de la BBC avec l'émission Honneur et Patrie animée par le porte-parole de la France libre, Maurice Schumann avec qui il doit partager un appartement.
Jacques Soustelle contrôle également à l'époque Radio Beyrouth, Radio Brazzaville, Radio du Cameroun, Radio Nouméa et Radio Papeete. Il supervise La lettre de la France combattante et des cycles de conférences à travers l'Angleterre.
Les bureaux du commissariat ont dû alors déménager au 1 Carlton Gardens, non loin des bureaux du Comité, au 4 Carlton Gardens à Londres.

#### Directeur des services de renseignement
Membre du cabinet de Charles de Gaulle, il est nommé à Alger le 27 novembre 1943, à la tête de la Direction générale des services spéciaux (DGSS). Il s'efforce de réaliser la fusion de l'ancien BCRA de la France libre avec le Service de renseignements d'Alger afin d'intervenir aux côtés de la Résistance intérieure.
Il est surnommé Gros Matou ; certains considèrent qu'avoir dirigé les services de renseignement constitue sa « tache originelle », selon son biographe Marc Francioli.
Après la Libération de Paris, il conserve la direction des services spéciaux, réorganisés en Direction générale des études et recherches (DGER) de 1943 à 1944 par le Comité français de la Libération nationale. Il y reste jusqu'en avril 1945 et est brièvement nommé Commissaire régional de la République (préfet) à Bordeaux à la Libération, en remplacement de Gaston Cusin en mai 1945.

### Ministre du gouvernement provisoire de la République française

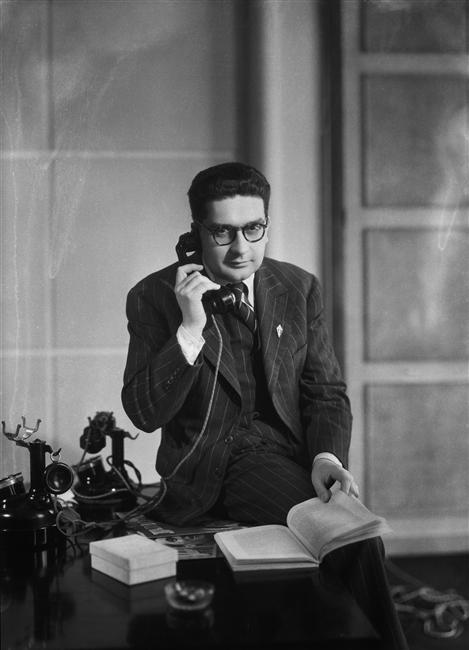
Jacques Soustelle en 1945.

Ministre de l'Information dans le Gouvernement provisoire de la République française (GPRF) le 30 mai 1945, il rejoint l'Union démocratique et socialiste de la Résistance (UDSR). Il est « parachuté » en Mayenne, soutenu par Francis Le Basser et Jacques Foccart. Yves Grosrichard le suit dans sa campagne en Mayenne. Il est le seul élu avec 20 % des voix dans une liste composée de trois résistants et sous l'étiquette Union républicaine et sociale et d'Action paysanne. Il devient député à la Ire Assemblée constituante. Il est ministre des Colonies le 21 novembre 1945 dans le GPRF. Après la démission du général de Gaulle, il quitte le gouvernement. Député sortant, il conduit une liste Rassemblement des gauches républicaines (RGR), et est battu en juin 1946. Il n'a pas réussi à s'implanter localement contrairement au démocrate chrétien Robert Buron.

### Engagement gaulliste au RPF
Il soutient l’action du général de Gaulle. Il est à ses côtés lors du discours de Strasbourg amenant la création du Rassemblement du peuple français (RPF). Le général de Gaulle lui  confie au début de 1947 l’organisation du RPF. Il en devient le premier secrétaire général de 1947 à 1951. Soustelle y défend une opposition intransigeante aux partis de la Troisième Force.
Sur les terres d'Édouard Herriot, il est élu député RPF du Rhône en juin 1951. Il prend la présidence du groupe parlementaire RPF à l’Assemblée nationale. Lors d'une crise ministérielle en janvier 1952, pressenti pour prendre la présidence du Conseil, il doit renoncer sur l'injonction du général de Gaulle, qui refuse toute compromission. Il est considéré comme partiellement responsable des dissensions au sein du RPF qui, le 6 mars 1952, aboutissent à la scission. Il est élu conseiller municipal à Lyon en 1953. Député influent, il vote l'investiture de Pierre Mendès France le 18 juin 1954.

### Gouverneur général de l'Algérie

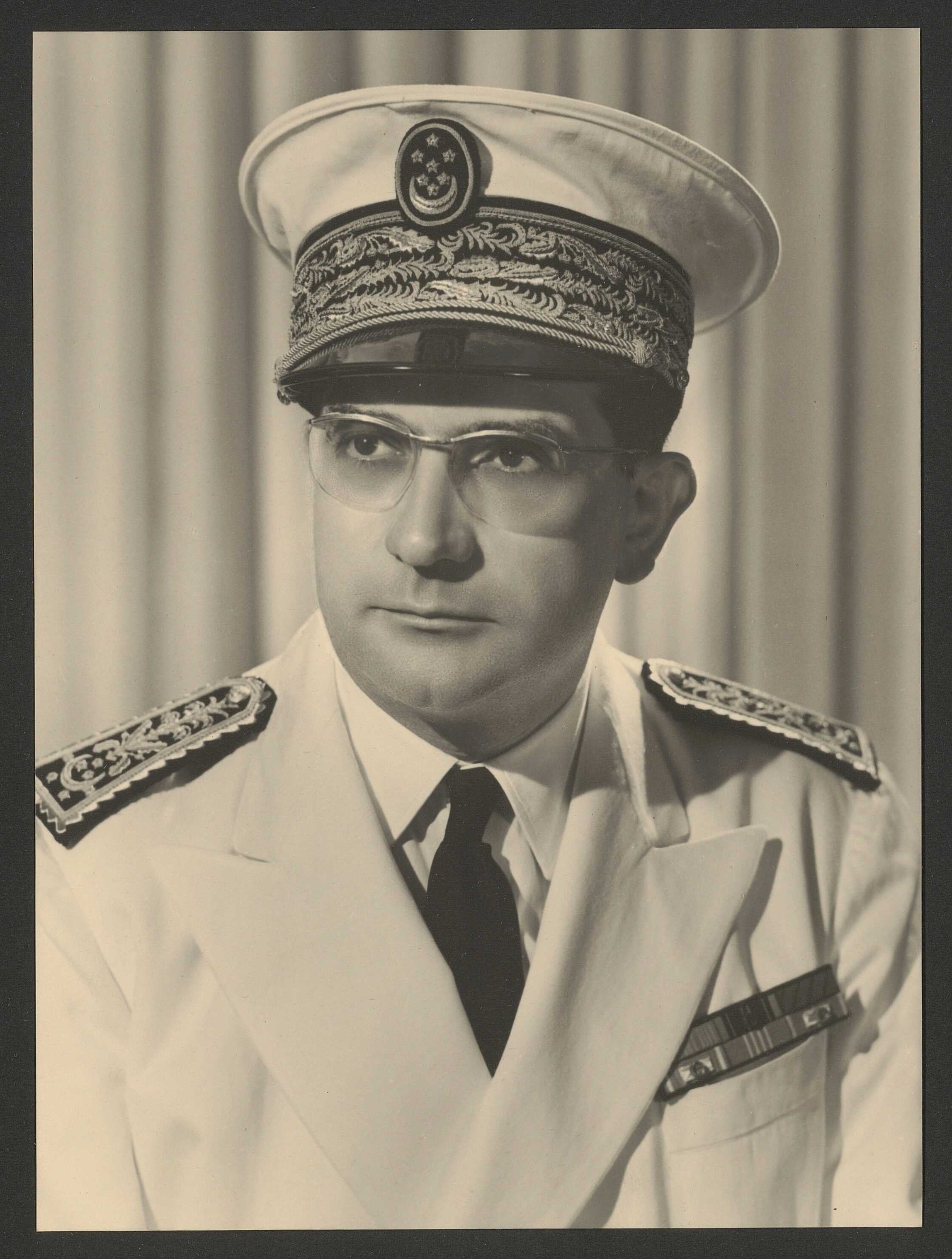
Jacques Soustelle en tenue de gouverneur de l'Algérie.

Il est nommé gouverneur général de l'Algérie au début de la guerre (du 1er février 1955 au 30 janvier 1956) par Pierre Mendès France. Mendès France, en le choisissant, dit vouloir pour résoudre la crise algérienne un homme « ouvert aux idées de progrès et inébranlablement déterminé à maintenir l'unité et l'indivisibilité de la République, dont fait partie l'Algérie. »
La politique de Jacques Soustelle, ethnologue de formation, c’est l'intégration des Algériens musulmans à la citoyenneté française.
Il constate rapidement les insuffisances de l'administration française de l'Algérie, et afin d'y remédier, il crée, dès 1955, des sections administratives spécialisées (SAS). Soustelle lie le savoir ethnologique et la politique coloniale. Il souhaite mettre ses connaissances au service de mesures plus justes, plus favorables au développement du pays. L'anthropologue Christine Laurière souligne que « la question de savoir si l'ethnologue a le droit de parler à la place des autochtones ne se posait même pas » pour lui. Son expertise scientifique lui paraissait prévaloir sur toute autre considération. Il n'a pas perçu la situation de guerre coloniale en Algérie. Par ailleurs, il ne voit pas « la différence profonde entre mettre en œuvre une politique d'intégration dans un cadre colonial ou dans un cadre national », toujours selon Christine Laurière.
Au début de son mandat de gouverneur, Jacques Soustelle hésite entre une politique libérale d'ouverture et une politique répressive. Son cabinet comprend des figures considérées comme favorables au dialogue avec les nationalistes algériens comme Jacques Juillet, mendésiste, le commandant Vincent Monteil et l’ethnologue Germaine Tillion. Après les massacres pratiqués par le FLN en août 1955, Soustelle privilégie la répression. Il devient un adversaire déterminé du Front de libération nationale algérien (FLN).
Il est l'auteur en 1956 d'un pamphlet intitulé Aimée et souffrante Algérie qui, selon l'historienne Claire Mauss-Copeaux, est à l'origine des fausses informations régulièrement reprises sur les violences commises par des indépendantistes algériens lors des massacres d'août 1955.
Le nom de Jacques Soustelle devient étroitement lié à la guerre d’Algérie.
Il est réélu député le 2 janvier 1956 sous l’étiquette gaulliste des Républicains sociaux. De cent vingt députés gaullistes élus en 1951, ils ne sont qu'une vingtaine à retourner au parlement, en 1956.
Élu président du Conseil, Guy Mollet le remplace comme gouverneur général de l'Algérie par le général Catroux. Le 2 février 1956, une foule de pieds-noirs s'oppose au départ de Jacques Soustelle, le général Catroux ayant la réputation d'être bien plus modéré que lui. Catroux n'exercera jamais ce mandat et est remplacé par Robert Lacoste. Soustelle quitte l'Algérie en mars 1956.

### Partisan de l'Algérie française et gaulliste
Il fonde avec l'ancien résistant Claude Dumont, l’Union pour le salut et renouveau de l'Algérie française (USRAF), qui regroupe les partisans les plus déterminés de l'Algérie française, en 1957.
Dans les derniers temps de la IVe République, il œuvre au retour au pouvoir du général de Gaulle, en qui  beaucoup de pieds-noirs voyaient leur salut car il n'apparaissait pas encore décidé à la décolonisation de l'Algérie. Soustelle ne participe pas directement aux événements du 13 mai 1958. Il contribue à rallier une partie de la population algéroise au général de Gaulle.
Soustelle devient ministre de l'Information dans le gouvernement de Gaulle (de 1958 à 1959), le dernier de la IVe République.
Il défend une politique favorable à Israël, et de fermeté et de répression à l'égard du FLN. Il prône par ailleurs l'octroi de la citoyenneté française à toute la population algérienne.
Pour le référendum constitutionnel de 1958 et les élections législatives de 1958, de Gaulle donne des consignes pour que la liberté de vote en Algérie soit totale, Jacques Soustelle (en tant que ministre de l'Information) comme les militaires présents en Algérie s'efforcent d'obtenir le « Oui » à la nouvelle Constitution et l'élection de députés favorables à l'Algérie française. Se déploie une intense propagande, associée à des entraves répétées à la liberté d'expression des partisans du « Non » et des candidats libéraux. Les résultats sont sans appel : au référendum, 96,5 % des votants d'Algérie se prononce pour le « Oui » ; aux élections législatives. Les 64 députés, 43 musulmans et 21 Européens élus, sont tous favorables à l'intégration de l'Algérie à la France.
Jacques Soustelle est réélu député en 1958 sous l’étiquette Union pour la nouvelle République (UNR), dont il est membre du comité central. Lors de la création de l'UNR, il semble en être l'homme fort aux yeux de l'opinion publique, ce qui est démenti ensuite. Il tente de se faire élire président de cette nouvelle formation politique ; l'organisation se dote uniquement d'un secrétaire général, en la personne de Roger Frey. Il soutient l'alliance politique de l'UNR avec les autres défenseurs de l'Algérie française comme Georges Bidault (de l'aile droite du MRP), Roger Duchet (du CNIP) et André Morice (Centre républicain). Cette position est condamnée le 16 octobre 1958 par le comité central de l'UNR et par de Gaulle lui-même : le choix des candidats aux élections législatives de 1958 se fait selon des critères de fidélité à de Gaulle, plutôt que d'après des convictions quant au maintien de l'Algérie dans le giron français.
De fait, Roger Frey est préféré à Jacques Soustelle et à Léon Delbecque pour sélectionner les candidats.
Il reste un proche du président de Gaulle et entre au gouvernement avec le portefeuille de ministre de l'Information, du 7 juillet 1958 au 8 janvier 1959. Il subit le 15 septembre 1958 une tentative ratée d'assassinat par Ouraghi Mouloud du FLN, place de l'Étoile à Paris.
Il devient ensuite ministre délégué auprès du Premier ministre Michel Debré, chargé du Sahara, des DOM-TOM et de l'Énergie atomique (de 1959 à 1960). Il fonde en 1959, avec Georges Bidault, Léon Delbecque et Robert Lacoste, le Rassemblement pour l’Algérie française (RAF), dissout en 1962, lors de l’indépendance.

### Militant de l'Algérie française contre de Gaulle
Le discours de de Gaulle du 16 septembre 1959 sur l’autodétermination en Algérie jette Jacques Soustelle, ainsi que d'autres membres de l’USRAF, « Union pour le salut et le renouveau de l’Algérie française », dans une opposition résolue à la politique algérienne de de Gaulle. Le divorce entre ce groupe et les autorités politiques françaises devient manifeste : en janvier 1960 le gouvernement Debré interdit aux membres du parti de se rendre à Alger au moment de l’affaire « des barricades » ; le 5 février 1960, Jacques Soustelle, ministre de l'information, est exclu du gouvernement ; en avril 1960, Jacques Soustelle est exclu de l’UNR (Union pour la nouvelle République), parti gaulliste, en raison de son opposition à la politique algérienne du général de Gaulle.
En 1960, Jacques Soustelle participe au Comité de Vincennes ; ce groupe réunit des « ultras de l'Algérie française », 200 personnalités venant d’horizons politiques variés qui s’engagent à défendre l'Algérie comme « terre de souveraineté française », « partie intégrante de la République ». Après l'échec du putsch des généraux en avril 1961, auquel il n'a pas participé, Jacques Soustelle est menacé d'arrestation. Informé de cette menace, il part en exil à Rome en juin 1961.  Le comité de Vincennes est dissous par le gouvernement en novembre 1961.

### Soutien à l'OAS et expulsion
À la fin de la guerre d'Algérie en 1962, Jacques Soustelle se radicalise toujours plus, s'inscrivant dans le sillage de l'OAS, organisation terroriste pro-Algérie française.
Le 30 mars 1962 le général Salan, chef de l'OAS, institue un « Conseil national de la Résistance », censé incarner « la légitimité française » devant « la carence, l’abandon et la trahison des hommes en place ». Le 20 mai 1962, est créé le comité exécutif du Conseil national de la Résistance à Rome, dont fait partie Jacques Soustelle, avec Georges Bidault et Antoine Argoud, responsable de l'OAS métropole. Le CNR « perpétue le combat de l'Organisation armée secrète » selon l'historienne Sylvie Thénault. Il est couramment appelé CNR-OAS.
Le principal auteur de l’attentat du Petit-Clamart contre de Gaulle du 22 août 1962, le lieutenant-colonel Jean-Marie Bastien-Thiry se réclame du Conseil National de la Résistance de 1962,. Selon Pierre Accoce, c'est le CNR qui aurait fait appel à Jean-Marie Bastien-Thiry pour enlever le général de Gaulle ; cet auteur précise que les membres du CNR ne s'accordaient pas sur le sort à réserver à Charles de Gaulle, certains parmi eux, comme Jacques Soustelle, et Antoine Argoud, n'étant pas opposés à un assassinat (ils auraient écrit que de Gaulle avait « cent fois mérité le châtiment suprême »), tandis que Georges Bidault souhaitait un rapt et une séquestration, qui auraient eu pour effet de déstabiliser le régime.
Arrêté à Milan le 15 août 1962 Jacques Soustelle fait l'objet d'une information pour « complot contre l’autorité de l’État ». Il est poursuivi pour « atteinte à l’autorité de l’État » le 22 décembre 1962. Il est expulsé en Suisse le 29 février 1964.
L'historien Alain Ruscio souligne les outrances verbales de Jacques Soustelle, qui lui paraissent typiques du vocabulaire de l'OAS ; J. Soustelle écrit ainsi dans L'Appel de la France :  « Pour ce qui est du fascisme, je ris quand j’entends de braves gens croire “Le fascisme ne passera pas !”, alors qu’il est déjà passé ! Il est même installé à l’Élysée. La seule différence entre les régimes fascistes des années 1930 et celui que nous subissons, c’est que Duce et Führer exerçaient la dictature pour agrandir leur pays, tandis que notre Guide l’exerce pour le diminuer ».

### Années d’exil en Europe
Il vit en exil en Belgique, en Autriche, au Portugal et en Italie de 1962 à 1968, et sa correspondance avec sa femme, restée en France, est rédigée en nahuatl, qu'il essaie aussi de faire pratiquer par ses doctorants mexicains.[réf. nécessaire] Il écrit trois ouvrages.
Il rejette toute idée antidémocratique ou raciste[réf. nécessaire] et antisémite dans Sur une route nouvelle, publié en 1963.
Lors de l'élection présidentielle de 1965, il appelle à voter pour Jean Lecanuet au premier tour, puis François Mitterrand, au second tour.
Jacques Soustelle revient en France après 6 ans d'exil forcé, en octobre 1968.

### Retour dans la vie politique
Il est encore en exil hors de France lorsqu’il revient à la vie politique et se présente aux élections législatives des 5 et 12 mars 1967, où il annonce sa candidature et fait campagne à l’aide d’un enregistrement magnétique. Il bénéficie de la loi d’amnistie générale sur les événements d’Algérie de juin 1968, il fait l’objet d’un non-lieu en octobre suivant.
De retour en France le 24 octobre 1968, après avoir été amnistié, il soutient Alain Poher, président du Sénat, lors de l'élection présidentielle de 1969. Il devient professeur en 1970 à l'École pratique des hautes études.
Il fonde un nouveau parti : le Mouvement national Progrès et Liberté, et est réélu conseiller municipal de Lyon en 1971. Il est élu aux élections législatives des 4 et 11 mars 1973, où il se présente contre son ancien colistier, le député gaulliste Édouard Charret, compromis dans des affaires de proxénétisme, et siège dans le groupe des non-inscrits.
Il siège également en 1973 à l’Assemblée parlementaire du Conseil de l'Europe et à l’Assemblée de l’Union de l'Europe occidentale. En 1974, il rejoint le groupe des réformateurs démocrates sociaux et, la même année, soutient la loi Veil légalisant l’avortement, en fustigeant ses adversaires.
Il est vice-président du conseil régional de Rhône-Alpes de 1975 à 1977. Il se présente à la mairie de Lyon en 1977 et est battu par le maire sortant Francisque Collomb, comme il le sera aux élections législatives de 1978 par Michel Noir. Il quitte la scène lyonnaise par la petite porte. « Je ne regrette rien, devait-il déclarer, ce n'était pas dans mon tempérament ». 
En mars 1979, il accompagne le président Valéry Giscard d'Estaing au Mexique et lui sert de guide.
Il apporte un soutien et une caution morale à Maurice Papon en 1981.

### Académicien
Le 2 juin 1983, Jacques Soustelle est élu à l’Académie française, au siège laissé vacant par Pierre Gaxotte après une première tentative avortée en 1982. Selon son biographe Bernard Ullamnn, J. Soustelle n'aurait jamais été académicien du vivant du général de Gaulle. Plusieurs gaullistes se sont opposés à son élection, en raison de son « passé plus ou moins sulfureux », au premier rang desquels Alain Peyrefitte. Il est reçu par le gaulliste Jean Dutourd.

### Retour en Amérique latine
La rencontre décisive de sa vie avait été celle du professeur Paul Rivet, considéré comme le père de l'ethnographie, et fondateur du musée de l'Homme à Paris puis du musée de l'ethnologie de Bogota. Comme lui, Soustelle est devenu un spécialiste de l'Amérique latine. Au début des années 80, le voici de retour à sa passion d'origine. Il a toujours un fort sentiment d'humanité pour les Indiens, ces êtres pauvres, souvent humiliés et déchus. Très jeune, il avait été pris de passion pour ces langues mystérieuses et ces rites venus du fond des âges dont ils restent dépositaires. Et c'est ce sentiment de respect et presque de fascination pour leur culture millénaire qu'il tiendra à transmettre dans ces écrits. Pour l'heure, il tient à préserver cet héritage et contribuer à leur développement quel que soit le prix à payer. Il fait chevaucher sa présence à l'Académie française et son exil volontaire dans les zones presque inhabitées de l'Amérique latine. 
Un dernier scandale termine sa carrière : il est impliqué dans au moins une affaire financière portant sur 38 millions de dollars au Paraguay. Jacques Soustelle est alors le gérant d’une société d’études parisienne (Société d’études pour les relations internationales) et utilise ses bonnes relations avec le dictateur Alfredo Stroessner, qu'il couvre d'éloges, pour l’obtention de contrats, conclus sans appel d'offres et souvent douteux,. L’argent provenant du Paraguay est placé sur le compte suisse d'une société panaméenne de Jacques Soustelle. Entre autres, en 1981, sa société se voit attribuer la construction d'une cimenterie pharaonique, dont le coût final se montera à quatre fois le devis.
À la chute de Stroessner en 1989, la justice incarcère l'ancien ministre de l'Industrie et du Commerce, Delfín Ugarte Centurión, et cite Jacques Soustelle à comparaître. Le nouveau gouvernement paraguayen ne déclenche pas à l'encontre de J. Soustelle de procédure judiciaire, procédure qui n'aurait pas abouti en raison de l'âge avancé et de l'état de santé de Soustelle, atteint d'un cancer.
Selon le journal L’Humanité, Jacques Soustelle aurait mis cette société à la disposition de la secte Moon, dont il aurait présidé des réunions. Jacques Soustelle a accordé son soutien à une association créée par la fondateur de la secte Moon, Sun Myung Moon, association anticommuniste nommée Causa, selon le journal Le Monde.
Il meurt d'un cancer généralisé le 6 août 1990 à l'hôpital américain de Neuilly-sur-Seine.

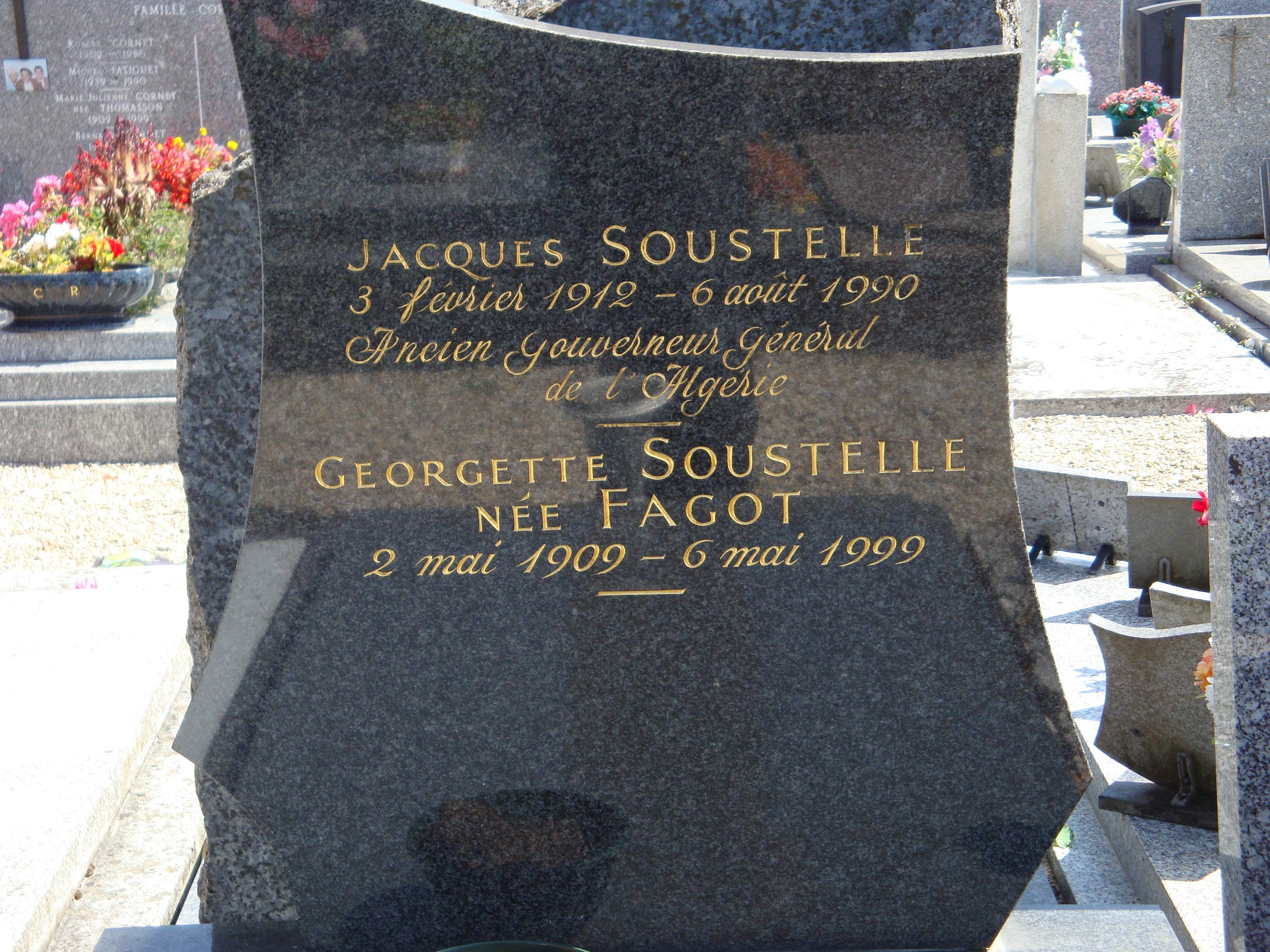
Tombe de Jacques et de Georgette Soustelle au cimetière Saint-Martin de Miribel.

Jacques Soustelle est inhumé au cimetière Saint-Martin de Miribel.

## Décorations

### Décorations françaises
- Commandeur de la Légion d'honneur
- Médaille de la Résistance française avec rosette par décret du 24 avril 1946[48]
- Médaille commémorative des services volontaires dans la France libre
- Commandeur de l'ordre du Mérite saharien, de droit en tant que ministre du Sahara[49]

### Décorations étrangères
On retiendra :
- Ordre de l'Empire britannique à titre civil, commandeur
- Commandeur de l'Ordre Polonia Restituta
- Commandeur de l'ordre de l'Aigle aztèque
- Médaille de la Liberté

## Publications

### Sur l'Amérique précolombienne
- Mexique, terre indienne (Paris : Grasset, 1936)
- La Culture matérielle des Indiens Lacandons (Paris : Société des américanistes, 1937)
- La Famille Otomi-Pame du Mexique central (Paris : Institut d'ethnologie, 1937)
- Folklore chilien, avec Georgette Soustelle (Paris : Institut international de coopération intellectuelle, 1938)
- La Pensée cosmologique des anciens Mexicains (Paris : Hermann, 1940)
- La Vie quotidienne des Aztèques à la veille de la conquête espagnole (Paris : Hachette, 1955)
- Rencontre de la civilisation hispanique et des civilisations indigènes de l'Amérique (Paris : Centre de documentation universitaire, 1956)
- L'Art du Mexique ancien (Paris : Arthaud, 1966)
- Mexique, collection Archaeologia mundi (Genève, Paris, Munich : Nagel, 1967)
- Les Quatre Soleils, souvenirs et réflexions d'un ethnologue au Mexique (Paris : Plon, 1967)
- Les Aztèques, coll. « Que sais-je ? » (Paris : Presses universitaires de France, 1970 ; 11e édition, 2020)
- L'Univers des Aztèques, recueil d'essais 1940-1974 (Paris : Hermann, 1979)
- Les Olmèques, la plus ancienne civilisation du Mexique (Paris : Arthaud, 1979)
- Les Maya (Paris : Flammarion, 1982)
- Rapport au Premier ministre sur la recherche française en archéologie et anthropologie (Paris : La Documentation française, 1983)
- L'Anthropologie française et les civilisations autochtones de l'Amérique, Zaharoff Lecture (Oxford : Clarendon Press, 1989)

### Sur la France libre
- Envers et contre tout :
  - T.1 : De Londres à Alger, souvenirs et documents sur la France libre, 1940–1942, Robert Laffont, 1947, 470 p.
  - T.2 : D’Alger à Paris, souvenirs et documents sur la France libre, 1942–1944, Robert Laffont, 1950, 457 p.
- « Français hors de France : Alger capitale de la France », dans Jacques Meyer (dir.) et alii, Vie et mort des Français (1939-1945), Paris, Hachette (réimpr. 1980) (1re éd. 1971), 614 p., p. 207-272.

### Sur la politique
- Aimée et souffrante Algérie, Paris, Plon, 1956, 305 p.
- L’Espérance trahie : (1958-1961), L'Alma, 1962, 326 p.
- La Page n'est pas tournée, La Table ronde, 1962, 238 p.
- Vingt-huit ans de gaullisme, Éditions de la Table Ronde, 1968 (réimpr. 1971), 473 p.
- Sur une route nouvelle, Paris, Éditions du Fuseau, 1964, 315 p.
- La Longue Marche d’Israël, Paris, Fayard, 1968, 338 p.
- Lettre ouverte aux victimes de la décolonisation, Paris, Albin Michel, 1973, 190 p. (ISSN 0755-1789)